# Manettia paraguariensis
Manettia paraguariensis är en måreväxtart som beskrevs av Robert Hippolyte Chodat. Manettia paraguariensis ingår i släktet Manettia och familjen måreväxter. Inga underarter finns listade i Catalogue of Life.